# Freguesia

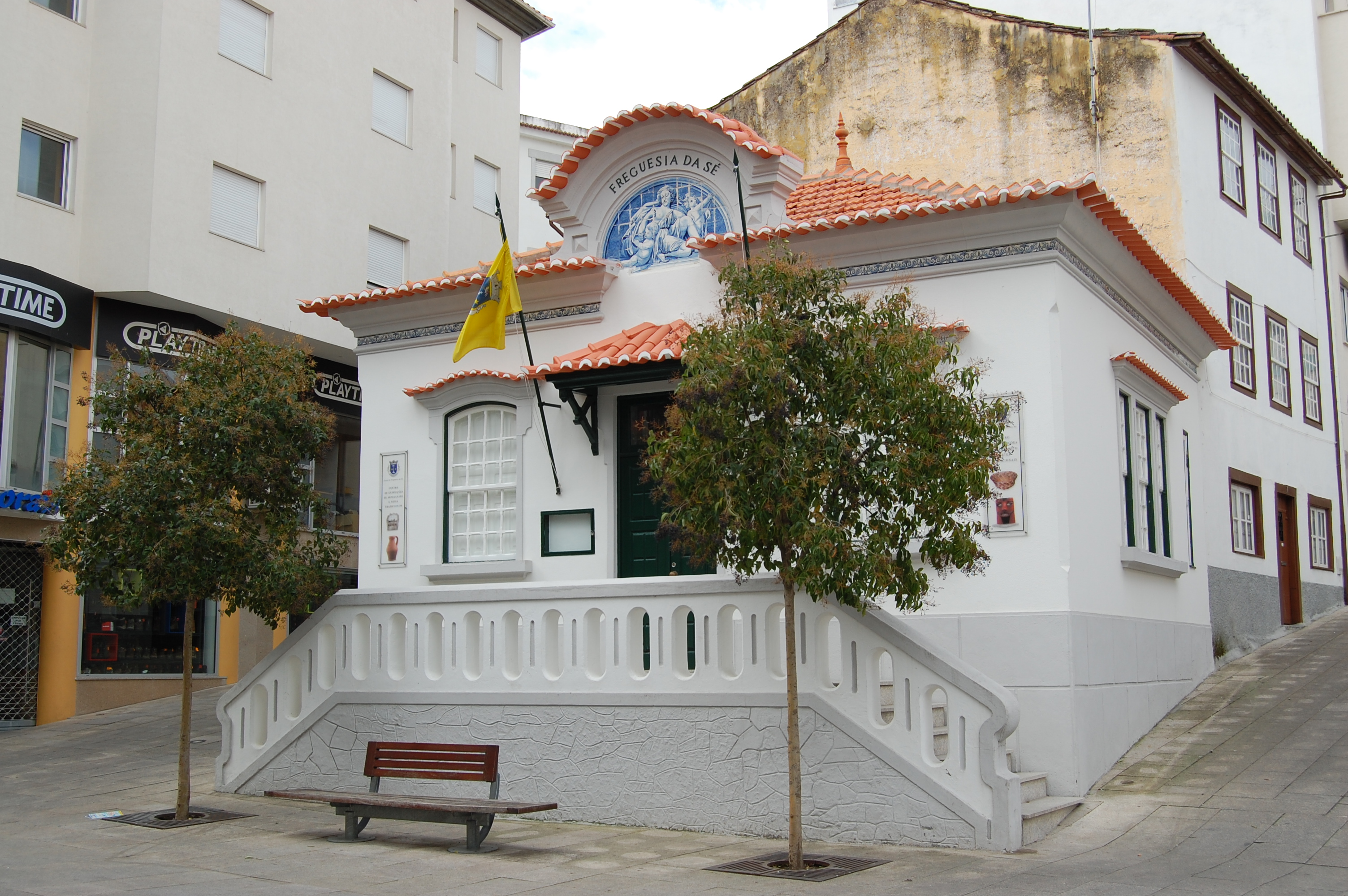
Antiguo edificio de la junta de freguesia de Sé de Braganza

La freguesia (literalmente ‘feligresía’; del portugués freguês, ‘feligrés’, y este de la expresión latina filius gregis, ‘hijo de la grey’) es la menor demarcación administrativa de Portugal, así como también los otros territorios coloniales portugueses y del imperio brasileño. Se aplica a las subdivisiones en que, obligatoriamente, ha de dividirse un municipio (municípios o, antiguamente, concelhos). Equivale a la parroquia de otros países y, por esa razón, se puede traducir indistintamente al español como «parroquia civil», «pedanía», «distrito»o «barrio», según los casos.

## Junta de freguesia
La junta de freguesia es el órgano ejecutivo de las freguesias. Las juntas de freguesias son elegidas por los miembros de las respectivas asambleas de freguesia, a excepción del presidente (el primer candidato de la lista más votada es automáticamente nombrado presidente da junta de freguesia). La Assembleia (asamblea) de Freguesia es un órgano elegido directamente por los ciudadanos censados en el territorio de la freguesia, según la ley de D'Hondt, a través de listas que tradicionalmente pertenecen a los partidos políticos nacionales o, más recientemente, también a listas de independientes.

## Portugal
Las freguesias portuguesas son las representantes civiles de las antiguas parroquias católicas que surgieron muchas veces de las unidades eclesiásticas medievales, como sucede en otros países, como Andorra. En el pasado, el término freguês servía para designar también a los parroquianos o feligreses (fregueses) por así decirlo, del párroco. Por eso el término fregueses se emplea tanto en Portugal como en Brasil, con la acepción de "parroquiano": cliente de un establecimiento comercial.
En Portugal existen 3091 freguesias según datos del 2013, con territorios que pueden pasar de los 100 km² o de solo algunas hectáreas; la población va de decenas a decenas de millares de habitantes. Los municipios tienen la competencia de sugerir a la Asamblea de la República la creación de nuevas freguesias en su territorio, según un conjunto de criterios fijados por la ley. El máximo de freguesias es, desde 2013, es de 61 (municipio de Barcelos).
En la actualidad hay una proposición de ley de la Asamblea portuguesa para la disgregación de freguesias pero, si bien aprobada en la Asamblea, fue vetada por el presidente de la República, Marcelo Rebelo de Sousa.

## Macao
Macao, antigua colonia portuguesa, mantiene siete freguesias tras la devolución a China del territorio en 1999, pero de forma meramente nominal o simbólica, a saber: en península de Macao, Nossa Senhora de Fátima, Santo António, São Lázaro, São Lourenço y Sé. En la isla de Taipa, Nossa Senhora do Carmo y en la isla de Coloanem, São Francisco Xavier.

## Cabo Verde
Cabo Verde se divide en dos archipiélagos: Barlavento y Sotavento, divididos en 22 concelhos o municipios y algunos de estos a su vez, se subdividen hasta alcanzar un total de 32 freguesias.